# Farnese
Farnese là một đô thị ở tỉnh Viterbo trong vùng Latium của Ý, có cự ly khoảng 100 km về phía tây bắc của Roma và khoảng 35 km về phía tây bắc của Viterbo.
Farnese giáp các đô thị: Ischia di Castro, Pitigliano, Valentano.